# Piotr Solloch
Piotr Solloch (ur. 2 stycznia 1946 w Kątach Opolskich, zm. 28 czerwca 2018 w Opolu) – polski samorządowiec, burmistrz Krapkowic w latach 1995–2010.

## Życiorys
Był synem Piotra i Agnieszki. W 1964 rozpoczął pracę urzędnika w krapkowickim magistracie. W latach 80. XX wieku natomiast kierował bankiem spółdzielczym w Krapkowicach. Od 1990 piastował mandat radnego Rady Miejskiej w Krapkowicach oraz jej przewodniczącego, zaś w latach 1995–2010 sprawował urząd burmistrza Krapkowic. Był delegatem polskiej strony Parlamentu Euroregionu Pradziad z siedzibą w Prudniku. Od 2013 do 2014 był także zastępcą wójta Strzeleczek, zaś od 2014 piastował mandat radnego rady powiatu. Działał również w Towarzystwie Przyjaciół Krapkowic, którego był przewodniczącym.
Zmarł 28 czerwca 2018. Został pochowany na cmentarzu komunalnym w Krapkowicach.